# Komo (Guinea-Bissau)
Komo è un settore della Guinea-Bissau facente parte della regione di Tombali.